# Variantenwörterbuch des Deutschen
Das Variantenwörterbuch des Deutschen ist ein 2004 erstmals erschienenes Wörterbuch, das die geographischen Varietäten der deutschen Standardsprache  beschreibt. Dialekt und Umgangssprache wurden nur berücksichtigt, wenn die entsprechenden Wörter auch oft in Standardtexten vorkommen. Es wurde von Sprachwissenschaftlern in Deutschland, Österreich und der Schweiz erarbeitet.

## Thematik
Das Wörterbuch betrachtet Deutsch als plurizentrische Sprache und stellt die standardsprachlichen Varianten der Länder mit Deutsch als Amtssprache einander gleich. Dies trägt der Tatsache Rechnung, dass Standardsprachen auch von den Staaten und ihren Institutionen (Verwaltung, Rechtswesen etc.) geprägt werden, so zum Beispiel die verschiedenen Bedeutungen des Wortes Bundesrat.
In der ersten Auflage wurde die deutsche Sprache in den Ländern Deutschland, Liechtenstein, Luxemburg, Österreich und der Schweiz sowie in Ostbelgien und Südtirol berücksichtigt.
Für die 2016 erschienene zweite Auflage wurden auch „Namibismen“, also spezifische Ausdrücke des Namibia-Deutschen, aufgenommen. Beispiele sind die aus dem Afrikaans stammenden Bezeichnungen „Braai“ für ein „Grillfest“, „Bokkie“ für Ziege oder „Pad“ für eine Schotterpiste. Außerdem wurde es um Wörter in den Standardsprachen der Rumäniendeutschen und in den Mennonitensiedlungen auf dem amerikanischen Kontinent ergänzt. 1.500 Wörter, die noch in der ersten Auflage enthalten waren, wurden entfernt, teils weil sie inzwischen überregional gebräuchlich sind (also keine Varianten mehr), teils weil sie im Ursprungssprachraum nicht mehr zur Standardsprache gehören. Umgekehrt wurden 2.100 neue Stichwörter aufgenommen.

## Aufnahmekriterien
Das Wörterbuch umfasst nicht den gesamten Wortschatz des Standarddeutschen, sondern nur diejenigen Wörter, die staatliche oder regionale Besonderheiten aufweisen. Ein Wort wurde aufgenommen, wenn es
- nicht im gesamten deutschen Sprachgebiet vorkommt

oder wenn es je nach Land oder Region
- unterschiedliche Bedeutungen trägt
- unterschiedlich verwendet wird
- unterschiedlichen Sprachstilen zugerechnet wird
- von unterschiedlichen Sprechergruppen verwendet wird
- unterschiedlich häufig verwendet wird

Berücksichtigt wurden neben dem Grundwortschatz auch Bezeichnungen für Sachspezifika und Institutionen, typische Vornamen und Abkürzungen sowie Redewendungen. Nicht berücksichtigt wurden Fachsprachen, Dialekt und Umgangssprache, veraltete Wörter und Wendungen. Insgesamt enthält das Wörterbuch nach Verlagsangabe rund 12.000 Wörter und Wendungen.
Bei Abgrenzungsproblemen war vor allem das Vorkommen im Korpus entscheidend.
Nicht aufgenommen wurden Wörter, die sich nur in der Schreibung und der Aussprache von gemeindeutschen Wörtern unterscheiden.
Beispiele
1. Abgrenzungsprobleme zum Standard: Das Wort Wuchtel ist in Österreich unter anderem eine
- saloppe Bezeichnung für „Ball“ (Grenzfall des Standards)
- saloppe Bezeichnung für die Pointe eines Witzes (Grenzfall des Standards)

2. Redewendungen
- den Rahm abschöpfen ist im gesamten deutschen Sprachraum in dieser Form verbreitet, obwohl in Deutschland Rahm und Sahne Synonyme sind.
- jmdm. jagt es den Nuggi raus (Schweiz; Grenzfall des Standards) entspricht den in Deutschland benutzten „jmdm. geht der Hut hoch“, „jmdm. geht die Hutschnur hoch“  und „jmdm. platzt die Hutschnur“.

## Ausgaben
- Ulrich Ammon, Hans Bickel, Jakob Ebner u. a.: Variantenwörterbuch des Deutschen. Die Standardsprache in Österreich, der Schweiz und Deutschland sowie in Liechtenstein, Luxemburg, Ostbelgien und Südtirol. Walter de Gruyter, Berlin 2004, ISBN 3-11-016575-9.
- Ulrich Ammon, Hans Bickel, Alexandra N. Lenz (Hrsg.): Variantenwörterbuch des Deutschen. Die Standardsprache in Österreich, der Schweiz, Deutschland, Liechtenstein, Luxemburg, Ostbelgien und Südtirol sowie Rumänien, Namibia und Mennonitensiedlungen. 2., völlig neu bearbeitete und erweiterte Auflage. De Gruyter, Berlin 2016, ISBN 978-3-11-024543-1.